# اللاجئ (فلم 2000)
اللاجئ (بالإنجليزية: Refugee) هو فيلم درامي رومانسي هندي باللغة الهندية صدر عام 2000، من تأليف وإخراج جي بي دوتا. شهد هذا الفيلم الظهور الأول للممثلين الرئيسيين، أبهيشيك باتشان وكارينا كابور. شارك في بطولة الفيلم أيضًا جاكي شروف، سونيل شيتي، وأنوبام خير. حقق فيلم اللاجئ إيرادات متوسطة في شباك التذاكر وكان خامس أعلى فيلم ربحًا في ذلك العام.
تدور أحداث الفيلم حول مسلم هندي لم يتم الكشف عن اسمه، والذي يساعد اللاجئين غير الشرعيين من الهند وباكستان (بما في ذلك بنغلاديش الحالية) على عبور الحدود عبر نهر كوتش العظيم. يعود الفضل في استلهام الفيلم إلى القصة القصيرة "الحب عبر الصحراء المالحة" للكاتبة كيكي إن. داروالا.

## حبكة
هاجر منظور أحمد، المقيم في بيهار، مع عائلته إلى شرق باكستان بعد تقسيم الهند عام 1947. ومع ذلك، بعد تشكيل دولة بنغلاديش في عام 1971، اضطر هو وعدة أشخاص آخرين إلى الانتقال إلى الجزء الغربي من باكستان. وللقيام بذلك عن طريق البر، سيتعين عليهم عبور الهند. الطريق من دكا يؤدي إلى جواهاتي في الهند ثم إلى دلهي ثم إلى أجمر ثم إلى بهوج، ثم إلى حاجي بير في باكستان.
يصلون إلى بهوج، ولكن بعد ذلك، يساعدهم وكيل يُعرف فقط باسم "لاجئ"، والذي يساعدهم في رحلة عبر نهر كوتش العظيم إلى باكستان. ينظر اللاجئ إلى عملائه على أنهم مجرد أمتعة، ويرفض أن يكون متورطًا عاطفيًا معهم ومع قصصهم. ثم يلتقي بنازنين أحمد، ابنة منظور أحمد، ويقع في حبها.
وتدرك الشرطة على جانبي الحدود حركة اللاجئين غير الشرعية، وتقوم الشرطة الهندية باستجواب اللاجئ ووالده المسن جان محمد بانتظام. ذات يوم، يساعد اللاجئ أربعة رجال على الدخول إلى الجانب الهندي من الحدود. يطلب هؤلاء الرجال مساعدة شقيق اللاجئ للوصول إلى دلهي. وبعد ذلك بوقت قصير، وقعت انفجارات في القطارات والحافلات والمباني في العاصمة الهندية.
لاجئ يعبر الحدود مرة أخرى لزيارة نازنين. تطلب منه أن يأخذها معه لأن والدها يريد زواجها من محمد أشرف، ضابط في قوات الرينجرز الباكستانية. أثناء عبورهم الحدود عبر نهر ران، تم القبض عليهم من قبل قوات الرينجرز الباكستانية. لاجئ يتعرض للضرب ويتم إرساله إلى الهند على ظهر جمل. قوات أمن الحدود الهندية تلقي القبض عليه وترسله للعلاج في المستشفى. ويبلغه الهنود أنه ساعد الإرهابيين دون علمهم على عبور الحدود إلى الهند وتسبب في مقتل العديد من الأشخاص. ينضم لاجئ إلى قوات أمن الحدود ويقاتل الإرهابيين الذين حاصروا قريته.
وينتهي الفيلم بمشهد ولادة نازنين لطفل لاجئ على الحدود بين البلدين. يناقش أفراد من قوات أمن الحدود الهندية وقوات حرس الحدود الباكستانية جنسية الطفل بطريقة أكثر مرحًا.

## الممثلون
- أبهيشيك باتشان في دور اللاجئ
- كارينا كابور في دور نازنين "ناز" م. أحمد
- جاكي شروف بدور قائد قوات أمن الحدود راغوفير سينغ
- سونيل شيتي في دور اللفتنانت كولونيل محمد أشرف من فريق رينجرز الباكستاني
- سوديش بيري في دور جول حامد
- أنوبام خير في دور جان محمد
- كولبوشان خارباندا في دور منظور أحمد
- شاداب خان في دور شاداب ج. محمد
- رينا روي في دور أمينة ج. محمد
- موكيش تيواري في دور توسيف، ضابط رينجرز باكستاني
- أشيش فيديارثي في دور ماكاد
- أفتار جيل في دور عطا محمد
- فيشواجيت برادان بدور ضابط حرس الحدود
- بونيت إيسار في دور الكاهن السيخي

## موسيقى
موسيقى هذا الفيلم من تأليف أنو مالك وكلمات جاويد أختر. حصلت موسيقى فيلم اللاجئ على جائزتين وطنيتين للفيلم: واحدة لأفضل إخراج موسيقي والأخرى لأفضل كلمات (لأغنية "بانتشي ناديان". بالإضافة إلى ذلك، فاز مالك أيضًا بجائزة فيلم فير الخاصة عن عمله في الفيلم. كان أحد الألبومات الأكثر مبيعًا في عام 2000
| أغنية                    | المغني(ون)                                               | مدة   | مصورة على                    |
| ------------------------ | -------------------------------------------------------- | ----- | ---------------------------- |
| "آيسا لاجتا هاي"         | سونو نيجام، ألكا ياجنيك                                  | 7:28  | ابهيشيك باتشان، كارينا كابور |
| "جيسي تو نا ميلا"        | سوخويندر سينغ، شانكار ماهاديفان                          | 10:58 |                              |
| "مجرد همسافر"            | سونو نيجام، ألكا ياجنيك                                  | 7:50  | ابهيشيك باتشان، كارينا كابور |
| " بانشي ناديا باوان كي " | سونو نيجام، ألكا ياجنيك، أبهيشيك باتشان، كارينا كابور    | 9:46  | ابهيشيك باتشان، كارينا كابور |
| "رات كي هاثيلي بار"      | أوديت نارايان، ألكا ياجنيك، أبهيشيك باتشان، كارينا كابور | 6:58  | ابهيشيك باتشان، كارينا كابور |
| "تال بي جاب"             | سونو نيجام، ألكا ياجنيك                                  | 7:13  | ابهيشيك باتشان، كارينا كابور |

أعطى تاران أدارش الألبوم 4.5 من أصل 5 نجوم وأشاد بالأغاني قائلاً "الموسيقى تلامس قلب كل مستمع. في كل لحظة تشعر وكأنها لحظة سماوية." وفقًا لموقع التجارة الهندي شباك التذاكر في الهند، تم بيع حوالي 3500000 ألبوم.

## روابط خارجية
- اللاجئ على موقع IMDb (الإنجليزية)
- اللاجئ على موقع نتفليكس (الإنجليزية)
- اللاجئ على موقع Turner Classic Movies (الإنجليزية)
- اللاجئ على موقع أول موفي (الإنجليزية)
- اللاجئ على موقع قاعدة بيانات الفيلم (الإنجليزية)
- اللاجئ على موقع ليتربوكسد (الإنجليزية)
- اللاجئ على موقع كينوبويسك (الروسية)